# Sergei Alexandrowitsch Danilenko
Sergei Alexandrowitsch Danilenko (russisch Сергей Александрович Даниленко; * 8. April 1984) ist ein russischer Biathlet.
Sergei Danilenko trat international erstmals im Rahmen der Juniorenwettbewerbe der Sommerbiathlon-Weltmeisterschaften 2004 in Osrblie in Erscheinung, wo er zunächst im Sprint 34. wurde und sich anschließend im Verfolgungsrennen um zehn Plätze bis auf Rang 24 verbesserte. Mit Wladimir Semakow und Pawel Tschuprijanow verpasste er im Staffelrennen als Viertplatzierter knapp eine Medaille, die er hinter Michal Šlesingr und Ondřej Moravec mit Bronze gewann. Es folgten die Biathlon-Juniorenweltmeisterschaften 2005 in Kontiolahti. Danilenko lief eine gute WM, verpasste aber in fast allen Rennen knapp eine Medaille. Im Einzel und im Staffelrennen kam er als Viertplatzierter einer Medaille am nächsten, im Sprintrennen wurde er Fünfter, fiel dann im Verfolgungsrennen bis auf den 12. Rang zurück. Anschließend nahm er an den Juniorenwettkämpfen der Sommerbiathlon-Weltmeisterschaften 2005 in Muonio teil. Hier konnte der Russe seine größten internationalen Erfolge im Juniorenbereich erzielen. Er startete in allen vier Rennen und gewann in allen vier Wettbewerben eine Medaille. Mit Tschuprijanow und Alexei Katrenko gewann er die Goldmedaille im Staffelrennen, wurde hinter Ondřej Moravec Zweiter des Sprints und gewann Bronze hinter Moravec und Katrenko in der Verfolgung sowie hinter Katrenko und Kaspars Dumbris im Massenstartrennen.
Bei den Männern im Leistungsbereich konzentriert sich Danilenko in erster Linie auf den Sommerbiathlon. So wurde er etwa bei einem Rollski-Verfolgungsrennen in Otepää im Rahmen des IBU-Sommercups 2008 hinter Michail Kotschkin und Priit Viks Dritter. Erste internationale Meisterschaft wurden die Sommerbiathlon-Weltmeisterschaften 2008 in der Haute-Maurienne. Auch hier nahm Danilenko an den Wettbewerben auf Rollski teil und erreichte die Plätze 21 im Sprint und 28 in der Verfolgung.